# Opium!
Opium! (zapis stylizowany: OPIUM!) – trzeci singel polskiego rapera Chivasa z jego trzeciego albumu studyjnego, zatytułowanego Deathcore. Singel został wydany 29 listopada 2023.
Nagranie otrzymało w Polsce status złotego singla, przekraczając liczbę 25 tysięcy sprzedanych kopii.

## Geneza utworu i historia wydania
Piosenka została napisana i skomponowana przez Krystiana Gierakowskiego, który również odpowiada za produkcję utworu.
Singel ukazał się w formacie digital download 29 listopada 2023 w Polsce za pośrednictwem wytwórni płytowej Gugu w dystrybucji e-Muzyka. Piosenka została umieszczona na trzecim albumie studyjnym Chivasa – Deathcore

## Teledysk
Do utworu powstał teledysk w reżyserii Borysa Bernackiego, który udostępniono w dniu premiery singla za pośrednictwem serwisu YouTube.

## Lista utworów
- Digital download[2]

1. „Opium!” – 3:03

## Notowania

### Pozycja na liście sprzedaży
| Kraj   | Lista (2023)             | Najwyższa pozycja |
| ------ | ------------------------ | ----------------- |
| Polska | OLiS – single w streamie | 30                |

## Certyfikaty
| Kraj          | Certyfikat  | Sprzedaż |
| ------------- | ----------- | -------- |
| Polska (ZPAV) | złota płyta | 25 000+  |